# DJI FPV
Die DJI FPV ist eine ferngesteuerte kompakte Quadcopter FPV-Drohne für private und kommerzielle Luftbildfotografie und Videografie, hergestellt vom chinesischen Technologieunternehmen DJI. Sie ist Vorgängermodell der DJI Avata

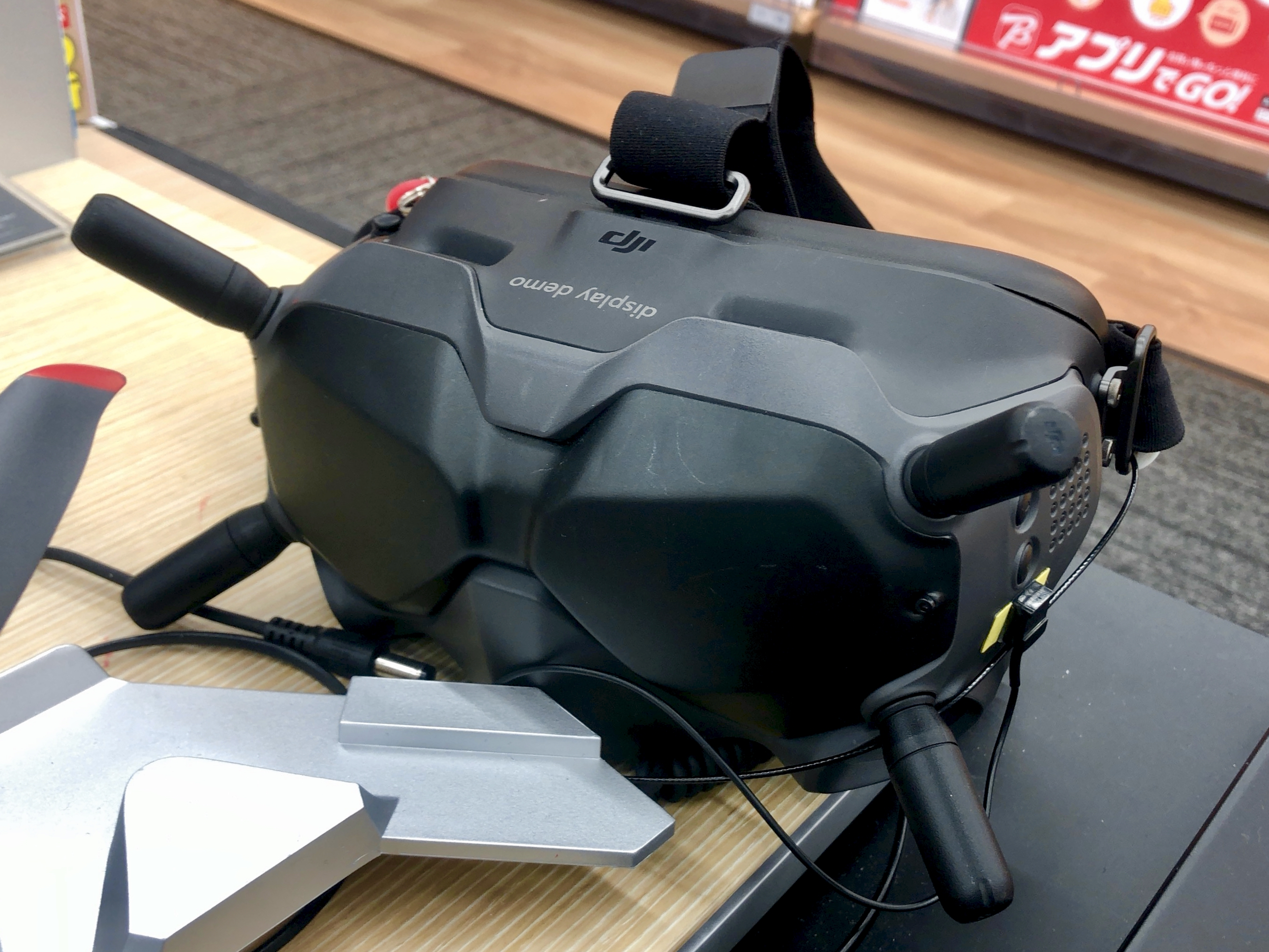
FPV Googles V2

## Design und Entwicklung
Modellnummer FD1W4K
Die FPV wurde im März 2021 als Hybrid zwischen klassischer Kamera- und FPV-Renndrohne vorgestellt. Sie erschien zusammen mit den FPV Googles V2.

## Technische Daten
Quelle: Website des Herstellers
|                           | DJI FPV                                    |
| UAS-Klasse                | ohne Klassifizierung                       |
| Einführungsjahr           | 2021                                       |
| Startmasse                | 795 g                                      |
| Maße                      | 255 × 312 × 127 mm                         |
| max. Flugzeit             | 20 Minuten                                 |
| Hindernisvermeidung       | Vorwärts, abwärts                          |
| max. Flughöhe (N.N)       | 6000 m                                     |
| max. Reichweite           | 10 km (FCC) 6 km (CE)                      |
| max. Steiggeschwindigkeit | 18 m/s                                     |
| max. Sinkgeschwindigkeit  | 10 m/s                                     |
| Windwiderstand            | 13,8 m/s                                   |
| max. Geschwindigkeit      | 39 m/s                                     |
| max. Fotoauflösung        | 12 MP                                      |
| max. Videoauflösung       | 4K/60 fps                                  |
| Bildsensor                | 1/2,3″ CMOS                                |
| Objektiv                  | 14,66 mm                                   |
| Sichtfeld                 | 150°                                       |
| Blende                    | f/2.8                                      |
| Zoom                      | ohne                                       |
| Gimbal                    | 1-Achsen                                   |
| ISO Foto                  | 100 – 12800                                |
| ISO Video                 | 100 – 12800                                |
| Verschlusszeit            | 1/50s – 1/8000 s                           |
| Max. Video Bitrate        | 120 Mbit/s                                 |
| Fotoformat                | JPEG                                       |
| Videoformat               | MP4/MOV (H.264 / MPEG-4 AVC, H.265 / HEVC) |
| Akku-Art                  | 6S LiPo                                    |
| Akku                      | 2000 mAh                                   |
| Positionsbestimmung       | GPS + GLONASS + Galileo                    |
| Übertragungssystem        | OcuSync 3                                  |
| Interner Speicher         | ohne                                       |
| Betriebstemperatur        | 0 bis 40 °C                                |